# Бойова підготовка
Бойова́ підгото́вка — це система заходів, які плануються, організовуються і проводяться з метою навчання та виховання особового складу окремих категорій військовослужбовців, підготовки і злагодження підрозділів, частин, з'єднань, органів управління (штабів) веденню бойових дій та виконання інших завдань за призначенням, а також для підтримання встановленої бойової готовності.

## Розрізняють
- Бойова підготовка — комплекс занять з усім особовим складом (включаючи рядовий, сержантський / старшинський склад, прапорщиків, офіцерів)
- Командирська підготовка (сержантів, прапорщиків, офіцерів)

## Система бойової підготовки
Система бойової підготовки, від ефективності якої залежить боєготовність і боєздатність частин, — це сукупність функціонально пов'язаних підсистем, що взаємодіють між собою для досягнення визначеної мети бойової підготовки.
Система бойової підготовки включає одиничну підготовку військовослужбовців частин, командирів, органів управління (штабів) і навчальної матеріально-технічної бази.

### Мета та фактори функціонування бойової підготовки

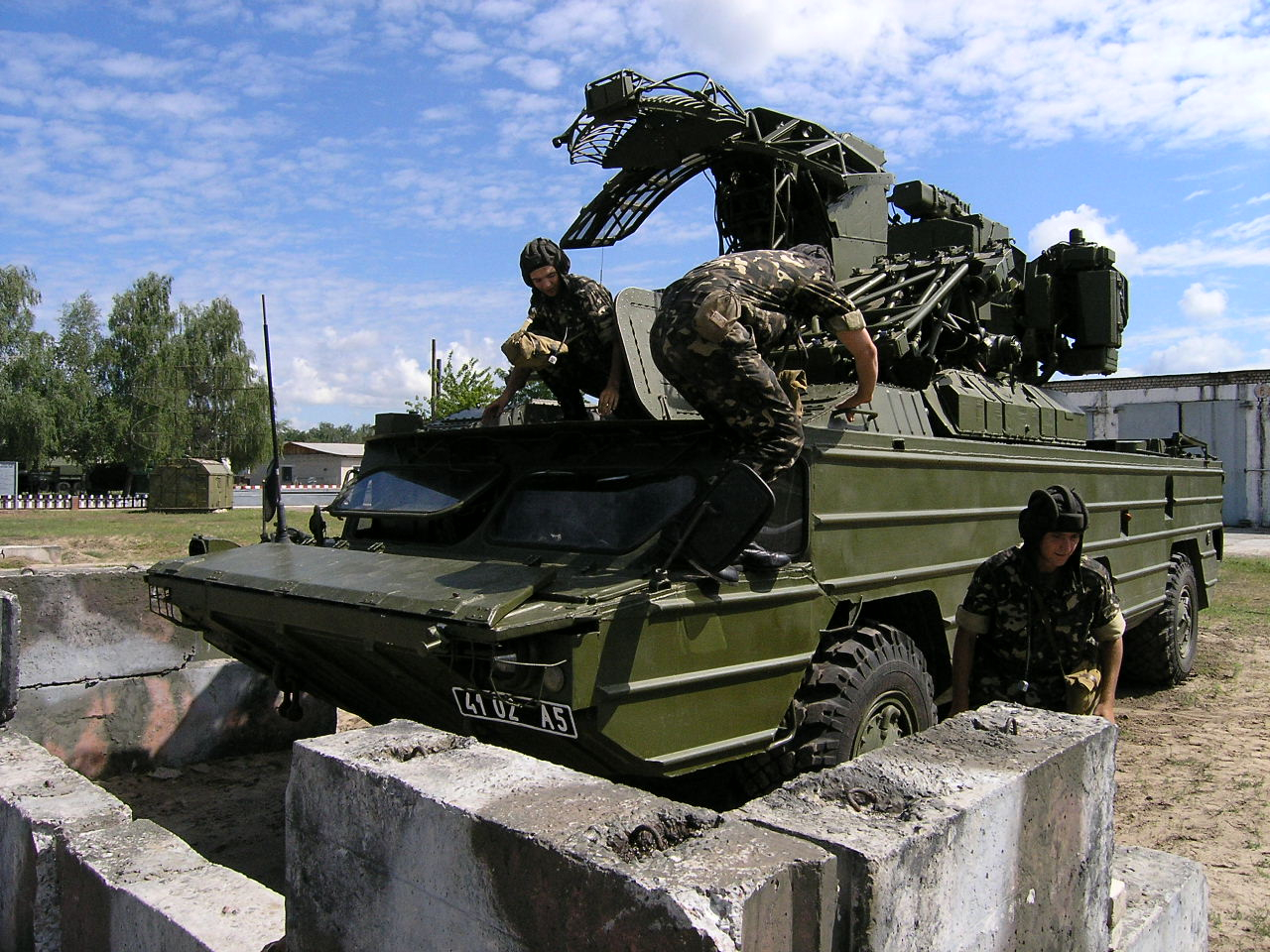
Бойова підготовка

Мета бойової підготовки полягає у набутті військовослужбовцями знань, умінь і навичок, які необхідні для вирішення завдань бойової і мобілізаційної готовності, а також здійснення підготовки та злагодження підрозділів і частин для успішного виконання завдань щодо бойового призначення в найскладнішій обстановці сучасного військового бою.

Основні фактори функціонування системи бойової підготовки:
- поява нової високоточної зброї і бойової техніки;
- зміна організаційно-штатної структури військ;
- удосконалення існуючих і поява нових способів ведення бойових дій;
- погляди умовного супротивника на ведення бойових дій;
- оперативно-тактичне призначення військ;
- фізико-географічні умови оперативного напрямку;
- матеріально-технічне забезпечення тощо.

### Зміст бойової підготовки
Мета системи бойової підготовки і фактори, які впливають на її функціонування, визначають головний зміст бойової підготовки:
- підготовка, безпосереднє удосконалення і постійне підтримання високої мобілізаційної готовності підрозділів, частин та з'єднань до проведення активних і рішучих бойових дій в умовах застосування сучасних засобів збройної боротьби, забезпечення високої боєздатності;
- виконання вимог статутів і постійної готовності до захисту незалежності України;
- підвищення ефективності і якості підготовки особового складу, здатного досконало володіти зброєю, бойовими і технічними засобами, уміло діяти у складних умовах ведення бойових дій;
- безперервне удосконалення методів організації взаємодії підрозділів і частин під час ведення бойових дій;
- визначення ефективності способів бойового застосування озброєння і техніки;
- підготовка і бойове злагодження частин та забезпечення їх у дії у різноманітних видах бою;
- вивчення та озброєння організаційної структури, озброєння і техніки, тактики, дії умовного противника;
- виховання військового складу в дусі вірності військовій повинності.

### Завдання бойової підготовки
Зміст бойової підготовки визначає її основні завдання:
- підтримання готовності військових частин на рівні, що забезпечує виконання завдань за призначенням;
- оволодіння військовослужбовцями військово-обліковою і суміжною спеціальностями;
- опанування особовим складом новими зразками озброєння і військової техніки, набуття знань і вмінь щодо експлуатації та підтримання готовності до застосування, дотримання вимог безпеки;
- удосконалення польового, повітряного та морського вишколу військовослужбовців;
- злагодження управлінь військових частин;
- виховання в особового складу високих моральнобойових якостей, відданості та почуття відповідальності з захист Батьківщини;
- підготовка резервістів;
- пошук і дослідження нових форм і способів ведення бойових дій.

### Методика бойової підготовки
Бойову підготовку проводять в збройних силах всіх держав в мирний і воєнний час. Бойова підготовка тісно пов'язана з морально-психологічною підготовкою військовослужбовців, вихованням у них високих морально-бойових якостей і є одним з найважливіших елементів, яким значною мірою визначається висока бойова готовність збройних сил (військ).
Бойову підготовку військ проводять відповідно до вимог наказів, настанов, керівництв, курсів стрільб і водіння, а також програм бойової підготовки. В процесі бойової підготовки військ дотримують послідовність в засвоєнні знань і навичок військовослужбовців, застосовують різні форми і методи їх навчанн.
Формами бойової підготовка є: тактичні заняття та різні тактичні навчання, військові ігри на місцевості і на топографічних картах, штабні тренування, ігри і навчання, маневри військ тощо. На заняттях і навчаннях, що проводяться в полі (в повітрі, на морі), забезпечується спільна підготовка командирів, штабів, військ і органів тилу в умовах, максимально наближених до бойових.
Основу бойової підготовки сухопутних військ складає польова виучка, ракетних військ стратегічного призначення, військ ППО країн і ВПС — бойова виучка, а ВМС — морська виучка.
Методика бойової підготовки військ є елементом програм у військових академіях і військових училищах.

## Предмети (навчальні дисципліни) бойової підготовки
Залежно від видів, родів військ можуть розрізнятися. Проте, існують такі предмети бойової підготовки:

### Основні предмети навчання[1]
- Тактико-спеціальна підготовка (ТСП)
- Спеціальна підготовка (СпП)
- Тактична підготовка (ТактП)
- Гуманітарна підготовка (ГумП)
- Стройова підготовка (СтрП)
- Захист від зброї масового ураження (ЗЗМВ)
- Військові статути (Стат)
- Вогнева підготовка (ВП)
- Фізична підготовка (ФП)
- Мобілізаційна підготовка (тільки для офіцерів) (МобП)
- Методична підготовка (для офіцерів і прапорщиків; години методичної підготовки включаються в обсяг годин предметів, методику навчання яких вивчають)

### Неосновні предмети навчання
- Військова топографія (для всіх підрозділів, окрім воєнно-топографічних)
- Інженерна підготовка (для всіх військ, окрім інженерних)
- Автомобільна підготовка (для всіх військ, окрім автомобільних)
- Засоби зв'язку (крім військ зв'язку)
- Розвідувальна підготовка (крім розвідпідрозділів)

### Специфічні предмети
В окремих видах чи родах військ можуть бути специфічні, притаманні лише підрозділам цих військ, предмети бойової підготовки
Скажімо,
- парашутно-десантна підготовка (десантні війська, СпПриз, льотний склад ВПС)
- гірська підготовка, тощо.

## Організація бойової підготовки
Організації бойової підготовки здійснюється згідно наступних керівних документів:
1. Наказ Міністра оборони України «Про завдання будівництва та підготовки Збройних Сил України у новому навчальному році» (щорічно).
2. План підготовки ЗС України у новому навчальному році.
3. Директива Начальника ГШ ЗС України «Про заходи щодо виконання завдань підготовки ЗС України у новому навчальному році».
4. Організаційно — методичні вказівки Командувача видом ЗС щодо підготовки військ у новому навчальному році.
5. Накази Начальників родів військ «Про підсумки підготовки з'єднань та частин та завдання на новий навчальний рік».
6. Наказ командувача ОК «Про підсумки підготовки з'єднань та частин та завдання на новий навчальний рік».
7. Наказ командира військової частини № 1 «Про організацію бойового навчання та служби військ у новому навчальному році».
8. План бойової підготовки корпусу (з'єднання частини).
9. Програми бойової підготовки для усіх категорій військовослужбовців.

Наказ Міністра оборони України з організації бойової підготовки є таємним. Проте, у відкритих джерелах є документи, що регламентують організацію занять з окремих видів бойової підготовки